# 第39师团 (日本陆军)
第39师团（だいさんじゅうきゅうしだん）是大日本帝國陸軍师团之一。

## 沿革
七七事变爆发后，由于从华北、华中到华南地区的战線持续扩大，战争陷入泥沼化中，为了替换下在中国第一线作战的甲种野战师团，以维持占领地的治安和警备为目的，而于1939年（昭和14年）6月30日新设立的步兵三個联队編制师团之一（乙种师团），同一时间新设立有第38师团、第40师团、第41师团。同年2月7日新设立第32师团、第33师团、第34师团、第35师团、第36师团、第37师团。
編成後，同年10月進駐华北地区，编入第11軍指揮下负责警備任务，同其他治安师团一样也在1939年夏之后参加了各种治安作战。
1940年（昭和15年），参加枣宜会战在白河渡河战斗中激战。同年11月参加漢水作战。1941年（昭和16年）2月参加豫南会战，西部大洪山扫荡作战，参加了江北作战，第三次长沙战役等战役。此后，从事宜昌地区的警备任务，并在当地与中国軍对峙。1944年（昭和19年）7月，被編入第34軍。
此後，1945年（昭和20年）3月参加豫西鄂北会战。在此次作战中师团的上級部隊第34軍的任務是策应第12軍的河南方面作战。在作战当時，湖北省一带日本軍占領地域的制空权被从盟軍手中夺得。师团主力于3月21日前往荆门，同独立步兵第5、第11旅团一道开始向中国軍第5战区的防衛地区北進，在桐木嶺、塩池廟一带同中国軍第59軍一部交战。3月23日进攻自忠县，并占领该地。3月26日，在欧家廟、武家堰和八都河一带同中国軍第59軍主力以及第69軍进行了激战。此后，师团主力北上向襄陽和樊城进发，并占领该地区。
同年4月，美军自冲绳登陆使战局发生了变化，为进行上海地区的防衛而开始从湖北省往上海方向移动。然而，同年5月30日被编入関東軍战斗序列，开始远征满洲。此時捜索第39联队改编为徒步編制，被解散的部分师团兵力被残留在当地。这些残留部隊与第68师团的残留部隊一同被增编入第132师团。抵达满洲的师团主力，7月30日受命编入第3方面軍第30軍（指挥官为饭田祥二郎中将）战斗序列，进驻吉林省四平。以後，在当地为防备苏军的进攻而进行防禦陣地的構築等防衛体制整備，尚未与苏军交战即迎来終战，于8月20日被解除武装。之后师团的官兵几乎全都被强制押赴西伯利亚进行劳动改造。

## 师团概要

### 歴代师团長
- 村上啓作 中将：1939年10月2日 - 1941年9月1日[1]
- 澄田ライ四郎 中将：1941年9月3日 - 1944年11月22日[2]
- 佐佐真之助 中将：1944年11月22日 - 終戦[3]

### 参謀長
- 専田盛寿 騎兵大佐：1939年（昭和14年）10月2日 - 1940年10月5日[4]
- 平瀬亨彦 中佐：1940年（昭和15年）10月5日[5] - 1941年7月11日
- 山崎正男 大佐：1941年（昭和16年）7月11日 - 1942年12月1日[6]
- 浅海喜久雄 大佐：1942年（昭和17年）12月1日 - 1944年5月16日[7]
- 佐治直影 大佐：1944年（昭和19年）5月16日 - 1944年7月27日戦死[8]
- 草野二郎 中佐：1944年（昭和19年）7月29日[9] - 1945年5月5日
- 三品隆以 中佐：1945年（昭和20年）5月5日 - 終戦[10]

### 最終所属部隊
- 步兵第231联队（广島）：福永勇吉大佐
- 步兵第232联队（浜田）：山田正吉大佐
- 步兵第233联队（山口）：富永一大佐
- 野砲兵第39联队：佐野芳藏大佐
- 工兵第39联队：今井洸中佐
- 輜重兵第39联队：山田曻三大佐
- 第39师团通信隊：大橋庸太郎大尉
- 第39师团兵器勤務隊：瀧泽勇雄少佐
- 第39师团野战医院：城島实軍医少佐
- 第39师团病馬廠：井上繁義兽医大尉

## 脚注
1. ↑  『陸海軍将官人事総覧 陸軍篇』272頁。
2. ↑  『陸海軍将官人事総覧 陸軍篇』309頁。
3. ↑  『陸海軍将官人事総覧 陸軍篇』372頁。
4. ↑  『陸海軍将官人事総覧 陸軍篇』423頁。
5. ↑  『陸海軍将官人事総覧 陸軍篇』451頁。
6. ↑  『陸海軍将官人事総覧 陸軍篇』447頁。
7. ↑  『陸海軍将官人事総覧 陸軍篇』410頁。
8. ↑  『陸海軍将官人事総覧 陸軍篇』425頁。
9. ↑  『陸海軍将官人事総覧 陸軍篇』454頁。
10. ↑  『陸海軍将官人事総覧 陸軍篇』472頁。